# Encefalitis
Les  encefalitis són un conjunt de malalties produïdes per una inflamació de l'encèfal. Són bastant freqüents, sobretot en determinades regions del món i es produeixen generalment per una infecció, que pot estar causada per diversos organismes patògens com ara rickèttsies, espiroquetes, leptospires o altres bacteris, paràsits, fongs i virus. En algunes ocasions també poden ser provocades per una resposta autoimmunitària. Tanmateix, sovint, quan es fa referència a una encefalitis sol fer-se com a sinònim d'encefalitis vírica. De fet, els virus són els agents patògens més freqüents en les encefalitis. A Europa, l'encefalitis vírica més greu és l'encefalitis transmesa per paparres (TBE, de l'anglès tick-borne encephalitis).
Amb l'excepció dels virus, l'encefalitis sol ser un símptoma més, gairebé mai el més cridaner, dins del quadre clínic de la malaltia. La fase aguda de la malaltia pot durar entre 1 i 2 setmanes. En els casos més greus l'encefalitis es pot manifestar a través de la pèrdua de consciència, convulsions, debilitat muscular, demència severa sobtada, problemes de parla, visió o audició i al·lucinacions. Altres símptomes poden ser febre, mal de cap, vòmits, hipersensibilitat a la llum, rigidesa de coll i esquena, confusió, somnolència, inestabilitat i irritabilitat.
Les encefalitis es diagnostiquen a través d'una ressonància magnètica nuclear i una punció lumbar. Es solen tractar amb antivirals combinats amb corticoides per reduir la inflamació del cervell, i altres medicaments per alleujar el mal de cap, la febre i les convulsions. En els casos d'encefalitis autoimmunitàries també s'utilitza la plasmafèresi per eliminar els anticossos anòmals de la sang.
El pronòstic de l'encefalitis varia segons el nivell d'infecció i simptomatologia. Mentre que els casos lleus poden recuperar-se completament en un termini d'entre dues i quatre setmanes, els casos més greus poden deixar seqüeles i fins i tot arribar a causar la mort. En el cas de l'encefalitis transmesa per paparres, la mortalitat no arriba al 2 per cent, però fins a un 50 per cent dels pacients que n'han patit la forma aguda en poden tenir seqüeles, amb una síndrome post-encefàlica de llarga durada.